# Yves Allegro
Yves Allegro (Grône, 24 agosto 1978) è un allenatore di tennis ed ex tennista svizzero.
Specialista del doppio, è noto come compagno di doppio e amico di Roger Federer.

## Carriera
Tennista specializzato nel doppio, ha vinto in questa disciplina tre tornei e raggiunto altre sette finali. In Coppa Davis ha giocato quindici match con la squadra svizzera vincendone sei. Negli Slam è avanzato fino al terzo turno durante l'Australian Open 2003 e due volte sulla terra di Parigi nel 2004 e 2006. Ha partecipato inoltre alle Olimpiadi del 2004 in coppia con Roger Federer, ma la coppia è stata sconfitta al secondo turno.
Dopo essersi ritirato dall'attività agonistica nel 2011 ha intrapreso la carriera di allenatore, seguendo tra gli altri Leandro Riedi.

## Procedimenti giudiziari
Il 10 dicembre 2019 il Tribunale penale di Sierre ha condannato Allegro a due anni di reclusione con la condizionale per aver abusato di una donna austriaca in un albergo di Tallinn nel 2014.  Ha fatto appello contro il verdetto.

## Statistiche

### Doppio

#### Vittorie (3)
| Legenda                                                       |
| Grande Slam (0)                                               |
| Tennis Masters Cup / ATP World Tour Finals (0)                |
| Masters Series / ATP World Tour Master 1000 (0)               |
| ATP International Series Gold / ATP World Tour 500 Series (0) |
| ATP International Series / ATP World Tour 250 Series (3)      |

| Numero | Data            | Torneo                  | Superficie     | Compagno         | Avversari in finale           | Punteggio        |
| 1.     | 12 ottobre 2003 | Vienna Open, Vienna     | Cemento indoor | Roger Federer    | Mahesh Bhupathi Maks Mirny    | 7–6(7), 7–5      |
| 2.     | 10 gennaio 2005 | Heineken Open, Auckland | Cemento        | Michael Kohlmann | Simon Aspelin Todd Perry      | 6–4, 7–6(4)      |
| 3.     | 12 giugno 2005  | Halle Open, Halle       | Erba           | Roger Federer    | Joachim Johansson Marat Safin | 7–5, 6(6)–7, 6–3 |

#### Finali perse (7)
| Legenda                                                       |
| Grande Slam (0)                                               |
| Tennis Masters Cup / ATP World Tour Finals (0)                |
| Masters Series / ATP World Tour Master 1000 (0)               |
| ATP International Series Gold / ATP World Tour 500 Series (1) |
| ATP International Series / ATP World Tour 250 Series (6)      |

| Numero | Data             | Torneo                                       | Superficie     | Compagno         | Avversari in finale             | Punteggio            |
| 1.     | 23 maggio 2004   | Grand Prix Hassan II, Casablanca             | Terra rossa    | Michael Kohlmann | Enzo Artoni Fernando Vicente    | 3–6, 6–0, 6–4        |
| 2.     | 23 agosto 2004   | TD Waterhouse Cup, Long Island               | Cemento        | Michael Kohlmann | Antony Dupuis Michaël Llodra    | 6–2, 6–4             |
| 3.     | 3 ottobre 2004   | Thailand Open, Bangkok                       | Cemento indoor | Roger Federer    | Justin Gimelstob Graydon Oliver | 5–7, 6–4, 6–4        |
| 4.     | 7 febbraio 2005  | SAP Open, San Jose                           | Cemento indoor | Michael Kohlmann | Wayne Arthurs Paul Hanley       | 7–6(4), 6–4          |
| 5.     | 23 luglio 2006   | Mercedes Cup, Stoccarda                      | Terra rossa    | Robert Lindstedt | Gastón Gaudio Maks Mirny        | 7-5, 6(4)–7, [12-10] |
| 6.     | 15 aprile 2007   | Open de Tenis Comunidad Valenciana, Valencia | Terra rossa    | Sebastián Prieto | Wesley Moodie Todd Perry        | 7-5, 7-5             |
| 7.     | 11 febbraio 2008 | Marseille Open, Marsiglia                    | Cemento indoor | Jeff Coetzee     | Martin Damm Pavel Vízner        | 7–6(7), 7–5          |